# Paz de Deus
Paz de Deus é definida, em 989 d.C., no Concílio de Charroux. Aí se estipula, pela primeira vez, a existência de períodos de paz obrigatória.
Num contexto político em que vários principios apareciam e o reino dos francos se tornava num manto de retalhos de poderes locais que o rei não conseguia controlar, inevitavelmente viria a surgir um recrudescimento das violências. Isto, juntamente com um contexto social caótico, devido à fome, epidemias e destruição, levou a um estado de espírito escatológico. Face a esta situação, em 989 d.C., o Concílio de Charroux condena publicamente as guerras privadas, os roubos, os assaltos e os maus tratos para com a população desarmada e os eclesiásticos. 
As populações rurais, desarmadas, eram constantemente flageladas por inúmeras pilhagens e saques por parte de príncipes insurgentes e ambiciosos. Paralelamente, dá-se o nascimento de várias ordens religiosas, em destaque a ordem de Cluny, que aproximará o povo do clero, criando um sentimento de acolhimento e protecção, que outrora repousava no rei. Com efeito, dentro das ordens eclesiásticas surgiu a necessidade de controlar os abusos senhoriais. Este reflexo da ordem celeste na terra veio servir como paliativo da desordem social numa tentativa de colmatar a ineficácia da Paz do Rei. Com a finalidade de defender os direitos das igrejas e proteger apenas os mais vulneráveis e os desarmados, a “Pax Dei'” materializava este propósito.
Teorizada por Adémar de Chabannes, e defendida pelo Bispo Gerardo, na sua obra Gesta dos Bispos de Cambrai, mais tarde seguida por Adalberão de Laon, a Paz de Deus pressupunha a adopção do sistema trifuncional (a sociedade dividia-se em três ordens: belatores, laboratores e oratores), e denunciava a intenção de alastrar esta política a todos os episcopados. Reforçando este desígnio, cria-se a cavalaria, homens de armas, ajuramentados, cuja vida deveria ser devotada a proteger os fracos e oprimidos. A nova ética cavaleiresca obedecia a um código de honra e juramento, que, caso quebrado, poderia levar a graves consequências tais como a excomunhão.
A Paz de Deus pode ser considerada também como um desenvolvimento de um conceito anterior, a Trégua de Deus. Tais ideias foram difundidas em diversas Assembleias de Paz, em que nobres, representantes do clero e o povo se reuniam em torno de relíquias sagradas, agora considerado o maior símbolo divino na terra, substituindo o antigo papel do rei.